# روجر سولير
روجر سولير (بالإسبانية: Roger Soler) هو منافس ألعاب قوى بيروفي، ولد في 20 سبتمبر 1960.

## وصلات خارجية
- روجر سولير على موقع الاتحاد الدولي لألعاب القوى (الإنجليزية)
- روجر سولير على موقع اللجنة الأولمبية الدولية (الإنجليزية)
- روجر سولير على موقع أوليمبيديا (الإنجليزية)